# Забытое (фильм, 2004)
«Забытое» (англ. The Forgotten) — психологический триллер режиссёра Джозефа Рубена с Джулианной Мур в главной роли. Большая часть фильма была отснята в Нью-Йорке.

## Сюжет
Телли Паретта (Мур) горюет по своему девятилетнему сыну Сэму, погибшему в авиакатастрофе 14 месяцами ранее. Постоянно живя прошлым, она отдаляется от своего мужа Джима (Эдвардс). Затем её психиатр (Синиз) сообщает ей, что её сын является лишь плодом её воображения. По словам Джима, у неё был выкидыш. Пытаясь найти доказательства обратного, она понимает, что все следы существования её сына исчезли. В её альбоме пропали фотографии, в её больничной карте исчезли записи о рождении ребенка.
Несмотря на то, что все вокруг утверждают, что у неё никогда не было сына, Телли остаётся уверена, что это ложь. Она направляется домой к Эшу Корреллу (Уэст), погибшая дочь которого была на том же самолёте. Эш — отец-одиночка, самостоятельно растивший свою дочь. Их дети дружили, и потому Телли знает Эша. Ко всё большему своему ужасу, Телли понимает, что Эш не помнит её, её сына, и даже собственную дочь Лорен. Но Телли узнает, что Эш ушёл в запой после гибели дочери, сам не помня причину своего поведения. Считая Телли сумасшедшей, Эш звонит в полицию. Тем временем Телли заходит в кабинет Эша, который раньше был комнатой Лорен, и начинает сдирать со стен обои, открывая старую бумагу с рисунками дочери Эша. Появившаяся полиция уводит Телли. Буквально через минуту Эш, рассмотрев рисунки на обоях, всё вспоминает: в его сознании оживает образ любимой дочки, из-за отсутствия которой он начал пить. Эш выбегает на улицу и с боем вызволяет Телли из рук федералов. Затем они забираются в машину Эша и уезжают. Убегая от полиции, они случайно сбивают мужчину, который затем встаёт, и как ни в чём не бывало уходит без намёка на какие-либо увечья.
Герои захватывают одного из агентов АНБ, которые следят за ними, и допрашивают его. Таким образом родители узнают, что исчезновение их детей является частью опыта пришельцев. Но прежде чем агент может сказать что-либо ещё, его вдруг засасывает в небо невидимая сила. Его последними словами был шёпот «Они слушают».
Телли и Эш направляются в офис авиакомпании, которой принадлежал исчезнувший самолёт. Но в офисе они обнаруживают лишь работницу банка, описывающую имущество обанкротившейся фирмы. Телли, представившись секретаршей менеджера фирмы мистера Шинира, узнаёт у неё адрес своего «начальника». Направляясь к его дому, Телли вспоминает, что загадочный дружелюбный мужчина был возле Сэма в день отлёта. Эш тем временем обнаруживает его фотографию в заброшенном доме Шинира. Это тот самый мужчина, которого они сбили машиной.
Полицейский детектив-психолог Энн по пятам следует за героями фильма, и прибывает в дом менеджера авиакомпании. Она (Вудард) видит загадочного мужчину, которого прежде сбили машиной, и предупреждает, что будет стрелять, если он не остановится. Видя, что мужчина и не думает слушаться, работница полиции стреляет в него, но его раны мгновенно заживают, и он уходит за угол с ухмылкой на лице. Понимая, что ситуация гораздо серьезнее, чем она думала, и что Телли была права, Энн находит её и предлагает свою помощь, но, как и агент АНБ, вдруг исчезает в небе.
Вернувшись в квартиру Эша, герои фильма обнаруживают там Шинира. Он дразнит и провоцирует их, объясняя, что их желания никому не интересны, и эксперимент будет продолжен любой ценой. Эш, понимая ситуацию и пытаясь спасти Телли ценой собственной жизни, хватает пришельца и выбрасывается вместе с ним в окно, однако его немедленно засасывает в небо. Телли выбегает на улицу, но не обнаруживает следов падения Шинира: того, судя по всему, вообще невозможно убить. Домашний психиатр Телли пытается убедить ее пойти в полицию, но она заставляет его отвезти её в ангар авиалинии. Там Телли опять встречает Шинира, который зовет её за собой. Психиатр раскрывает все карты: он с самого начала знал об эксперименте, сочувствовал его участникам, но не мог убедить Шинира прекратить опыт.
Телли видит в ангаре бегущего Сэма, и бежит за ним. Но сын не реагирует на её призывы. Внезапно перед ней появляется пришелец-Шинир, и объясняет ей, что именно она, а не Сэм, является подопытным кроликом. Исчезнувшие дети — просто средство, они никого не интересуют, а настоящей целью эксперимента является изучение связи между родителями и детьми. Пришельцы, не будучи людьми, сумели измерить энергию родительской любви, но так и не смогли ее понять. Шинир также рассказывает, что, поскольку он ответственен за положительные результаты опыта (по-видимому, отрицательные результаты неприемлемы), она обязана забыть сына, как все другие родители «погибших» детей. Он также частично раскрывает свой истинный облик (напоминающий типичного грея). Телли пытается убежать, но пришелец хватает её за горло. Он силой заставляет её вспомнить тот первый раз, когда она увидела сына. Телли видит над собой колпаки врачей, вспоминает момент рождения Сэма, и это воспоминание немедленно стирается.
Женщина лежит на полу ангара, но не может вспомнить своего сына, и даже его имя. Но внезапно Телли видит свою беременность, все вспоминает, и встаёт перед пришельцем. Шинир — не человек, и он не учёл того факта, что любая женщина знает и любит своего ребенка задолго до его рождения. Именно поэтому все подопытные мужчины первыми забыли своих детей. Эш оказался исключением из правил: отец-одиночка заменил девочке мать, и его любовь к Лорен была настолько сильной, что он вспомнил свою дочь при первом же напоминании о ней. Телли выкрикивает имя Сэма, и говорит, что в ней была жизнь. Несмотря на все усилия экспериментаторов, она помнит своего мальчика. Пришелец просит больше времени для эксперимента, однако его «начальство» считает, что эксперимент провален, и он сам исчезает в небе.
Телли не знает в точности, закончен ли эксперимент. Спеша это выяснить, она бежит домой, выкрикивая имя сына, но находит дом пустым. Решив, что Сэм, скорее всего, гуляет, она выходит на детскую площадку. Видя там живого и невредимого Сэма, Телли с плачем обнимает его. Потом она подходит к Эшу, сидящему на качелях и следящему за Лорен. Лорен играет с Сэмом, и ничего не помнит о своей «смерти» в авиакатастрофе. Эш тоже не помнит их с Телли приключения, однако осознает, что знает эту женщину, и чувствует к ней искреннюю симпатию. И Телли чувствует то же самое, отлично зная, что этот мужчина дважды спас ей жизнь. Оба родителя, сорвавшие эксперимент пришельцев, начинают разговаривать, пристально следя за своими детьми. Они не могут теперь поступить по-другому.
Существует альтернативная концовка на DVD. Когда Телли бежит за Сэмом в ангаре, она забегает в репродукцию его спальни, но её путь преграждает невидимый электрический барьер. Сзади подходит пришелец и объясняет, что Сэм продолжает жить нормальной жизнью и не видит и не слышит её. Он начинает задавать ей вопросы о сыне, на которые она не может ответить, так как он забирает её память. Телли пытается пересечь барьер, но каждый раз получает электрический разряд. Пришелец сообщает, что она может прекратить эти страдания, добровольно забыв о Сэме, иначе барьер в конце концов убьёт её. Она продолжает свои попытки и теряет сознание. Очнувшись на полу пустого ангара, она не может вспомнить имя сына. Как и в первой концовке, она вспоминает беременность, а затем и всё остальное. Пришелец раскрывает, что опыт закончен, и лишь она будет всё помнить. Как и в первой концовке, она обнаруживает Сэма на детской площадке, но также видит следящего пришельца, прежде чем он поворачивается и уходит.

## В ролях
| Актёр               | Роль              |
| ------------------- | ----------------- |
| Джулианна Мур       | Телли Парретта    |
| Кристофер Ковалески | Сэм Парретта      |
| Джессика Хект       | Элиот             |
| Гэри Синиз          | доктор Джек Мюнс  |
| Элфри Вудард        | детектив Энн Поуп |
| Энтони Эдвардс      | Джим Парретта     |
| Доминик Уэст        | Эш Коррелл        |
| Лайнус Роуч         | «мистер Шинир»    |
| Ли Тергесен         | Ал Петалис        |
| Роберт Уиздом       | Карл Дейтон       |